# Burkholderia cepacia
Burkholderia cepacia ist ein Katalase-produzierendes, nicht-Lactose-abbauendes, gramnegatives Bakterium aus der Gattung Burkholderia.

## Vorkommen
Burkholderia cepacia findet sich typischerweise im Grundwasser und Erdboden und kann auch über längere Zeiträume hinweg in feuchter Umgebung überleben. Insbesondere bei Patienten mit Mukoviszidose ist er wegen seiner hohen Antibiotikaresistenz ein gefürchteter Problemkeim. Deshalb werden in vielen Krankenhäusern Patienten mit Zystischer Fibrose, die mit Burkholderia cepacia infiziert sind, streng isoliert. Eine Infektion mit Burkholderia cepacia kann zu einer schnellen Abnahme der Lungenfunktion und zum Tode führen. Der Erreger spielt auch als Auslöser von Lungenentzündungen bei Reptilien eine Rolle.
Burkholderia cepacia ist auch in Meeren verbreitet. Wie den Menschen und andere terrestrische Bewohner bedroht Burkholderia cepacia auch Meeresbewohner, z. B. am antarktischen Meeresboden lebende Glasschwämme, darunter Anoxycalyx joubini. Dessen endosymbiontische Bakterien (z. B. Pseudoalteromonas sp. TB41) produzieren spezifisch wirksame Antibiotika zum Schutz vor der Fremdbesiedelung durch Burkholderia cepacia.

## Diagnose
Die Diagnose einer Burkholderia cepacia-Infektion erfordert die Isolation der Bakterien aus dem Sputum und ihre Kultivierung.

## Therapie
Burkholderia cepacia ist natürlicherweise resistent gegen viele geläufige Antibiotika inklusive Aminoglykoside und Polymyxin B. Das Bakterium ist so zäh, dass es sogar den als Antiseptikum eingesetzten Iodophoren standhält. Die Therapie umfasst in der Regel mehrere Antibiotika, darunter Ceftazidim, Doxycyclin, Piperacillin, Chloramphenicol und Cotrimoxazol. Im April 2007 meldeten Forscher der Schulich School of Medicine & Dentistry an der University of Western Ontario, die mit einer Gruppe aus Edinburgh zusammenarbeiteten, dass sie einen Weg gefunden hätten, das Bakterium abzutöten.

## Geschichte
B. cepacia wurde 1949 von Walter Burkholder als Verursacher der Zwiebelhautfäule entdeckt. Als Humanpathogen wurde es erstmals in den 1950er-Jahren beschrieben. In den 1980er Jahren wurde es erstmals bei Patienten mit Zystischer Fibrose entdeckt. Bei Ausbrüchen wurde eine Letalität von 35 % beobachtet. B. cepacia besitzt ein sehr großes Genom, das zweimal so viel genetisches Material enthält wie Escherichia coli.
Im August 2010 musste in Deutschland mit Burkholderia cepacia verunreinigte Haftcreme aus dem Handel zurückgerufen werden. Am 9. Januar 2018 mussten mit dem Bakterium verunreinigte Mundspülungen zurückgerufen werden. Am 18. September 2019 rief die Drogeriekette Rossmann ein mit dem Erreger verunreinigtes Kinderduschgel zurück. Am 21. Januar 2021 gab es einen öffentlichen Produktrückruf einer Baby-Pflegelotion, in der das Bakterium entdeckt worden war. Am 19. Oktober 2021 informierte das BfArM über die „Gefahr von Blutvergiftungen durch bakterielle Kontamination von Ultraschallgelen und -lotionen des Herstellers Eco-Med Pharmaceuticals“. Es „wurde eine Kontamination mit Burkholderia cepacia complex festgestellt“. Am 15. August 2025 veröffentlichte Kneipp einen Rückruf einzelner Chargen seiner Aroma-Pflegedusche auf Grund einer Kontamination mit B. cepacia.